# Xã Clay, Quận Montgomery, Ohio
Xã Clay (tiếng Anh: Clay Township) là một xã thuộc quận Montgomery, tiểu bang Ohio, Hoa Kỳ. Năm 2010, dân số của xã này là 8.847 người.